# Biserica „Schimbarea la Față” din Moreni
Biserica „Schimbarea la Față” din Moreni este un monument istoric aflat pe teritoriul orașului Moreni.